# Музвар
МУЗВАР (англ. MUZVAR) — музичний портал про шоубізнес та креативну індустрію України. Його структура складається з телеканалу, журналу та інтернет-сайту. Ресурс транслює розважальний, аналітичний та інформаційний контент, популяризує нову українську музику та розповідає про музичний спадок країни часів незалежності.
Загальна авдиторія цього ресурсу налічує понад 200 тисяч читачів та слухачів. МУЗВАР проводить незалежну музичну премію для нових артистів MUZVAR AWARDS, займається організацією благодійних концертів та аукціонів.

## Історія
Портал створено у 2020 році Олексієм Донцовим і Юліаном Новаком.
Основна мета МУЗВАР — розвиток українського шоубізнесу та привернення уваги до нових виконавців.

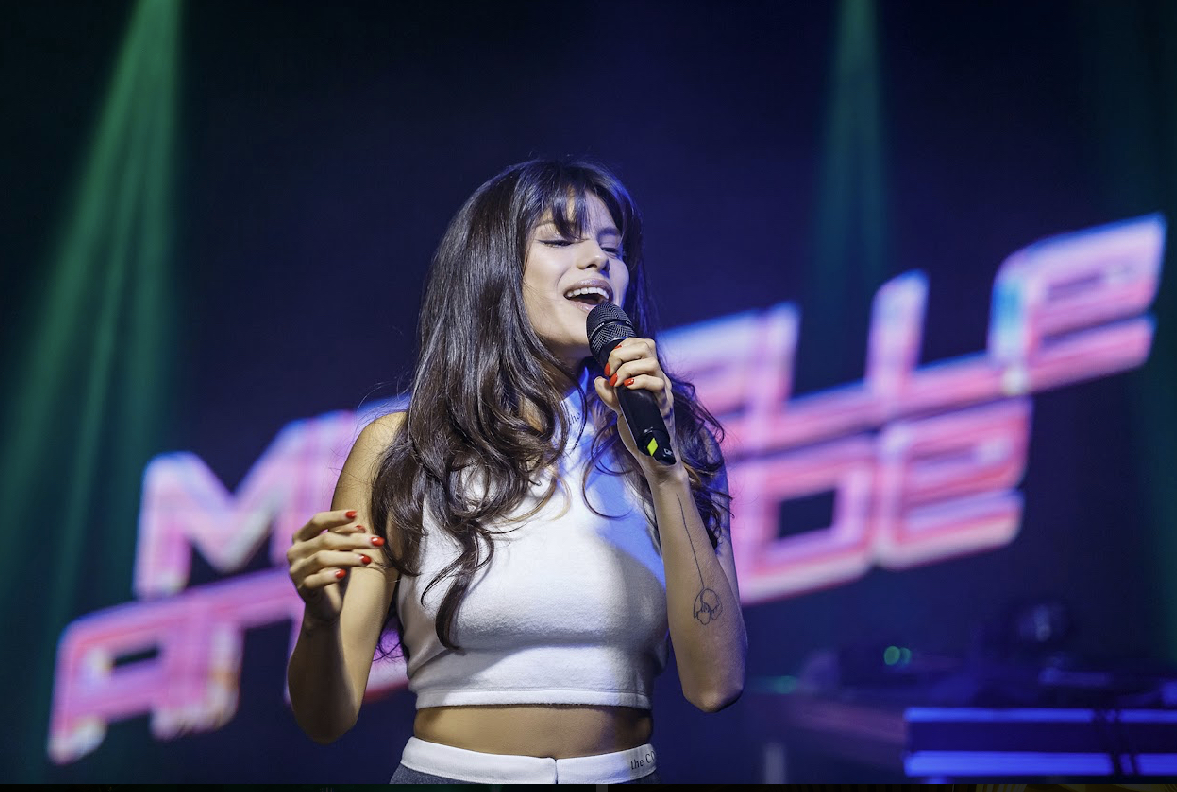
Мішель Андраде на концерті «Музика війни»

Після початку повномасштабного вторгнення Росії в Україну музичний портал МУЗВАР розпочав благодійну діяльність для допомоги військовим та постраждалим від російської агресії. Станом на серпень 2023 було проведено 5 благодійних концертів «МУЗИКА ВІЙНИ».

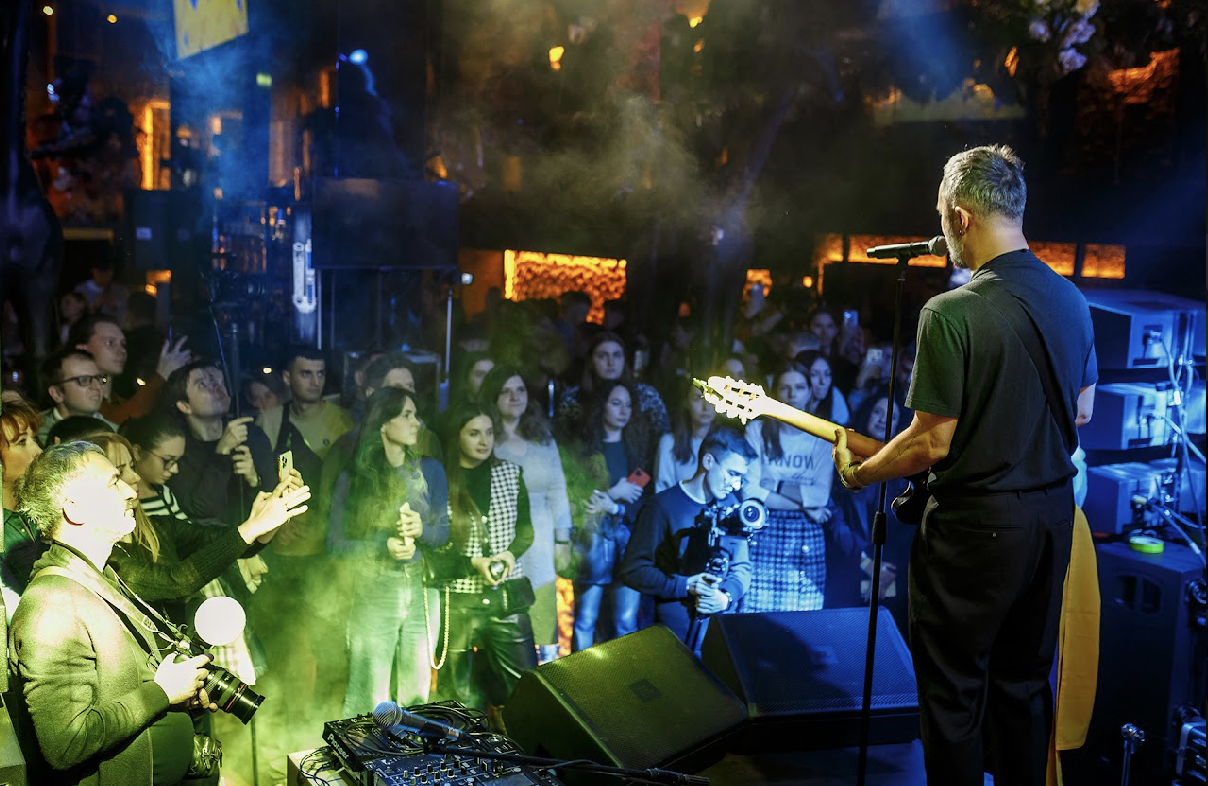
Концерт «Музика Війни»

## Телеканал
Музичний телеканал «МУЗВАР», створений у співпраці засновника однойменного порталу Олексія Донцова та власника ТОВ «Наші телеканали» Андрія Верхоляка, офіційно зареєстрований НацРадою.
20 липня 2023 року на засіданні Національної ради України з питань телебачення і радіомовлення регулятор одностайно проголосував за надання реєстрації телеканалу «МУЗВАР». Новий мовник зареєструвався відповідно до закону «Про медіа», який набув чинності 31 березня 2023 року.
За словами Олексія Донцова, цікавість до каналу серед українських глядачів та артистів зростає.
Телеканал «МУЗВАР» почав роботу у тестовому форматі у січні 2023 року. Уже запущені програми «МУЗВАР live» (живі виступи та інтерв'ю артистів), хітпаради «НУМО». Нова українська музика, огляди і Digital Top Chart, Dorechi news (музичні новини). Щомісяця музичний портал «МУЗВАР» визначає десятку найкращих українських композицій під назвою «ТОП-10» разом із ексклюзивною адаптацією жестовою мовою від Катерини Заботкіної.

## Журнал

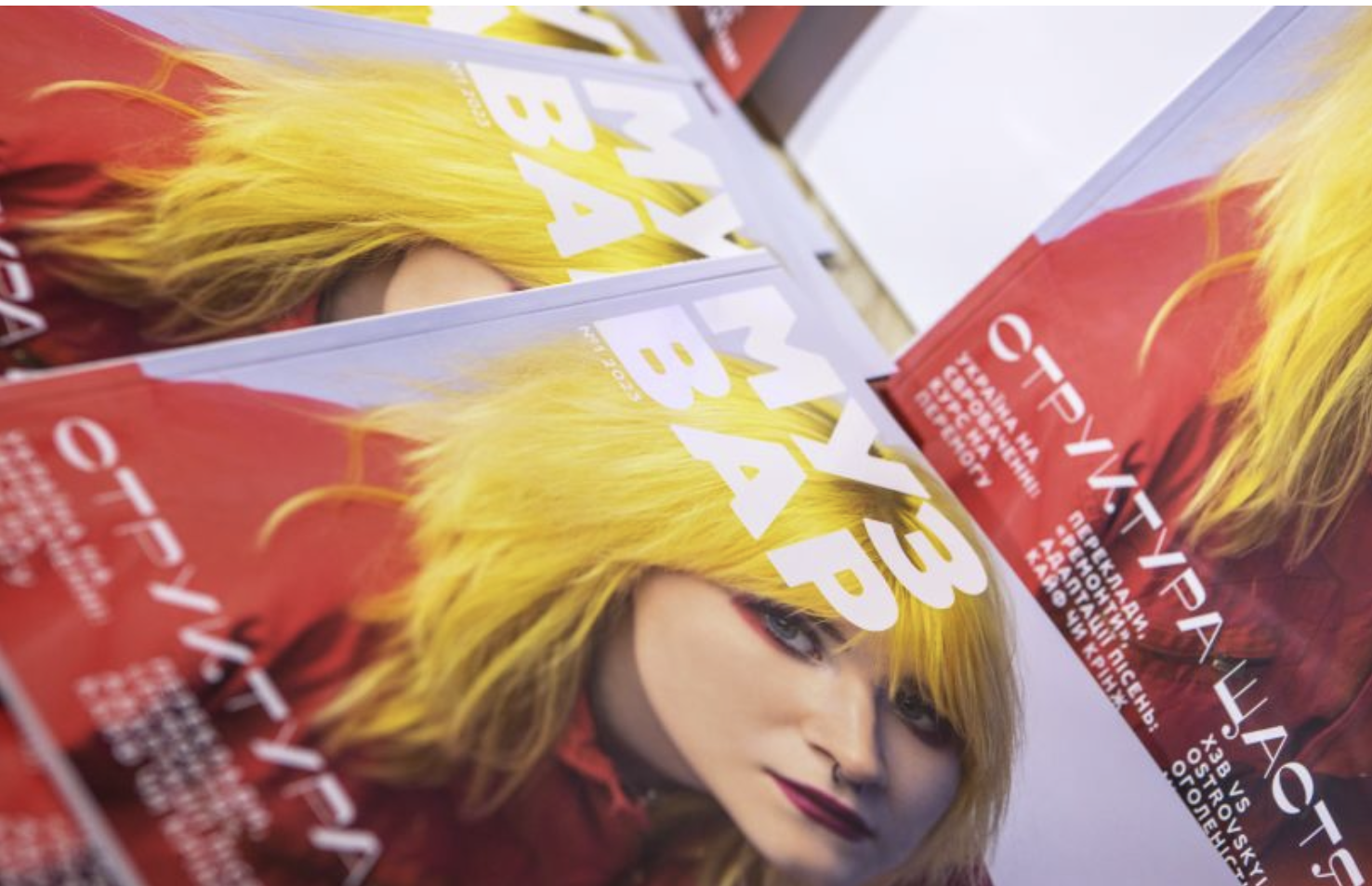
Перший випсук журналу «МУЗВАР»

У 2023 році на закритій презентації презентували першодрук музичного журналу «Музвар». Як і однойменний музичний портал, журнал присвячений сучасному українському шоубізнесу.
На своїй сторінці в Інстаграмі МУЗВАР оголосив передчасну презентацію у соцмережах та дарував перший номер журналу кожному за донат. Таку ініціативу провели для збору грошей на допомогу постраждалим від підриву Росією Каховської ГЕС.

## MUZVAR AWARDS

### 2021
У 2021 році на честь першої річниці створення музичного порталу пройшла премія MUZVAR AWARDS. Візуальним символом премії MUZVAR стало зображення скульптури «Фенікс» від українського митця Володимира Цісарика.
Усього було 12 номінацій, у кожній номінації по 5 претендентів на перемогу: чотирьох визначив оргкомітет премії, а п'ятого — читачі порталу «МУЗВАР».
| Пул номінації                                     | Номінація                                                             | Кандидати |
| Перший Пул Номінацій «Нова Українська Музика»:    | «New Breath» (Найкращі нові імена поп-музики)                         | Roxolana |
| Перший Пул Номінацій «Нова Українська Музика»:    | «New Breath» (Найкращі нові імена поп-музики)                         | ★ Wellboy |
| Перший Пул Номінацій «Нова Українська Музика»:    | «New Breath» (Найкращі нові імена поп-музики)                         | Seréen |
| Перший Пул Номінацій «Нова Українська Музика»:    | «New Breath» (Найкращі нові імена поп-музики)                         | Zelenooka |
| Перший Пул Номінацій «Нова Українська Музика»:    | «New Breath» (Найкращі нові імена поп-музики)                         | Сергій Лазановський l RIDNYI (вибір читачів порталу MUZVAR)                                                       |
| Перший Пул Номінацій «Нова Українська Музика»:    | «New Wave» (Найкращі нові імена рок-музики)                           | REIVA |
| Перший Пул Номінацій «Нова Українська Музика»:    | «New Wave» (Найкращі нові імена рок-музики)                           | Mu2Moon |
| Перший Пул Номінацій «Нова Українська Музика»:    | «New Wave» (Найкращі нові імена рок-музики)                           | Daeo |
| Перший Пул Номінацій «Нова Українська Музика»:    | «New Wave» (Найкращі нові імена рок-музики)                           | ★ Самозванці |
| Перший Пул Номінацій «Нова Українська Музика»:    | «New Wave» (Найкращі нові імена рок-музики)                           | Вибір читачів MUZVAR не зроблено                                                                                  |
| Перший Пул Номінацій «Нова Українська Музика»:    | «New Connect» (Найкращі нові імена альтернативної музики)             | OTOY |
| Перший Пул Номінацій «Нова Українська Музика»:    | «New Connect» (Найкращі нові імена альтернативної музики)             | ★ Krechet |
| Перший Пул Номінацій «Нова Українська Музика»:    | «New Connect» (Найкращі нові імена альтернативної музики)             | The Tape Machine                                                                                                  |
| Перший Пул Номінацій «Нова Українська Музика»:    | «New Connect» (Найкращі нові імена альтернативної музики)             | ZHURBA |
| Перший Пул Номінацій «Нова Українська Музика»:    | «New Connect» (Найкращі нові імена альтернативної музики)             | Рома Майк (вибір читачів порталу MUZVAR)                                                                          |
| Другий Пул Номінацій «Обличчя Індустрії»          | «Songwriter» (Найкращий автор)                                        | Юлія Саніна — «Жоржина»                                                                                           |
| Другий Пул Номінацій «Обличчя Індустрії»          | «Songwriter» (Найкращий автор)                                        | ★ Олександр Ярмак — «Потрібен живим»                                                                              |
| Другий Пул Номінацій «Обличчя Індустрії»          | «Songwriter» (Найкращий автор)                                        | Олександр Чемеров — «Любила»                                                                                      |
| Другий Пул Номінацій «Обличчя Індустрії»          | «Songwriter» (Найкращий автор)                                        | Альона Савраненко — «Світ потребує краси»                                                                         |
| Другий Пул Номінацій «Обличчя Індустрії»          | «Songwriter» (Найкращий автор)                                        | Артем Пивоваров — «Рандеву» (вибір читачів MUZVAR)                                                                |
| Другий Пул Номінацій «Обличчя Індустрії»          | «Soundproducer» (Найкращий саунд)                                     | Євген Філатов (ONUKA — Сеанс)                                                                                     |
| Другий Пул Номінацій «Обличчя Індустрії»          | «Soundproducer» (Найкращий саунд)                                     | Артем Пивоваров (Артем Пивоваров — Рандеву)                                                                       |
| Другий Пул Номінацій «Обличчя Індустрії»          | «Soundproducer» (Найкращий саунд)                                     | ★ Тарас Шевченко (Go A — SHUM)                                                                                    |
| Другий Пул Номінацій «Обличчя Індустрії»          | «Soundproducer» (Найкращий саунд)                                     | Андрій Гуцуляк (TVORCHI — Falling)                                                                                |
| Другий Пул Номінацій «Обличчя Індустрії»          | «Soundproducer» (Найкращий саунд)                                     | ★ Тарас Шевченко (Go_A — SHUM)                                                                                    |
| Другий Пул Номінацій «Обличчя Індустрії»          | «Videocreator» (Найкращий автор відеоконтенту)                        | Стас Гуренко (Бумбокс feat Крихітка — Ангела)                                                                     |
| Другий Пул Номінацій «Обличчя Індустрії»          | «Videocreator» (Найкращий автор відеоконтенту)                        | ★ Валерій Бебко (THE HARDKISS — Все було так)                                                                     |
| Другий Пул Номінацій «Обличчя Індустрії»          | «Videocreator» (Найкращий автор відеоконтенту)                        | Дмитро Чернявський (Vladimir Cauchemar і Alyona alyona — Dancer)                                                  |
| Другий Пул Номінацій «Обличчя Індустрії»          | «Videocreator» (Найкращий автор відеоконтенту)                        | Ольга Журба (Тонка — Плач)                                                                                        |
| Другий Пул Номінацій «Обличчя Індустрії»          | «Videocreator» (Найкращий автор відеоконтенту)                        | Юрій Двіжон (Mélovin «І кров кипить») — вибір читачів MUZVAR                                                      |
| Третій Пул Номінацій «Засоби Музичної Інформації» | «Make some noise» (Найрезонансніші події загальнонаціонального рівня) | Музична премія YUNA-2021                                                                                          |
| Третій Пул Номінацій «Засоби Музичної Інформації» | «Make some noise» (Найрезонансніші події загальнонаціонального рівня) | Концерт «Незалежність у нашій ДНК»                                                                                |
| Третій Пул Номінацій «Засоби Музичної Інформації» | «Make some noise» (Найрезонансніші події загальнонаціонального рівня) | Міжнародний музичний фестиваль «Atlas Weekend 2021»                                                               |
| Третій Пул Номінацій «Засоби Музичної Інформації» | «Make some noise» (Найрезонансніші події загальнонаціонального рівня) | Благодійний дитячий фестиваль «Чорноморські ігри»                                                                 |
| Третій Пул Номінацій «Засоби Музичної Інформації» | «Make some noise» (Найрезонансніші події загальнонаціонального рівня) | ★ Участь України у Євробаченні 2021 — (Вибір читачів MUZVAR)                                                      |
| Третій Пул Номінацій «Засоби Музичної Інформації» | NOT CHEAP HYPE (Музична журналістика)                                 | Катерина Осадча (народний вибір читачів MUZVAR)                                                                   |
| Третій Пул Номінацій «Засоби Музичної Інформації» | NOT CHEAP HYPE (Музична журналістика)                                 | ★ Natella Kirs (YOUTUBE-канал KIRS_TV)                                                                            |
| Третій Пул Номінацій «Засоби Музичної Інформації» | NOT CHEAP HYPE (Музична журналістика)                                 | Daniel Panimash (СЛУХ)                                                                                            |
| Третій Пул Номінацій «Засоби Музичної Інформації» | NOT CHEAP HYPE (Музична журналістика)                                 | Захар Давиденко (UA: Радіо Культура)                                                                              |
| Третій Пул Номінацій «Засоби Музичної Інформації» | NOT CHEAP HYPE (Музична журналістика)                                 | Phill Pukharev (незалежний оглядач)                                                                               |
| Третій Пул Номінацій «Засоби Музичної Інформації» | Public Servic (Музичний діджитал-спадок)                              | BEZODNYA MUSIC — YOUTUBE канал                                                                                    |
| Третій Пул Номінацій «Засоби Музичної Інформації» | Public Servic (Музичний діджитал-спадок)                              | ★ СЛУХ — Серіал «Спалах»                                                                                          |
| Третій Пул Номінацій «Засоби Музичної Інформації» | Public Servic (Музичний діджитал-спадок)                              | PASIKA — Розмова поколінь                                                                                         |
| Третій Пул Номінацій «Засоби Музичної Інформації» | Public Servic (Музичний діджитал-спадок)                              | Culture Ukraine — CULTURE CHARTS                                                                                  |
| Третій Пул Номінацій «Засоби Музичної Інформації» | Public Servic (Музичний діджитал-спадок)                              | Ніна-Україна — YOUTUBE канал (Вибір читачів MUZVAR)                                                               |
| Четвертий Пул Номінацій «Музичне Ком'юніті»       | Come Together (Найгучніші колаборації)                                | «Молода кров» Тіна Кароль                                                                                         |
| Четвертий Пул Номінацій «Музичне Ком'юніті»       | Come Together (Найгучніші колаборації)                                | «Твої вірші, мої ноти» Артем Пивоваров                                                                            |
| Четвертий Пул Номінацій «Музичне Ком'юніті»       | Come Together (Найгучніші колаборації)                                | ★ Пісенні колаборації Олександра Пономарьова                                                                      |
| Четвертий Пул Номінацій «Музичне Ком'юніті»       | Come Together (Найгучніші колаборації)                                | «Ритм» MONATIK |
| Четвертий Пул Номінацій «Музичне Ком'юніті»       | Come Together (Найгучніші колаборації)                                | «Вальс 86» Потап, Moзgi, Сергій Бабкін, DOROFEEVA, Тарас Тополя, Alina Pash, Юлія Саніна — (вибір читачів MUZVAR) |
| Четвертий Пул Номінацій «Музичне Ком'юніті»       | «DreamTeam» (Найкраща менеджмент-колаборація)                         | Detali Agency та Tvorchi                                                                                          |
| Четвертий Пул Номінацій «Музичне Ком'юніті»       | «DreamTeam» (Найкраща менеджмент-колаборація)                         | ENKO й Alyona alyona                                                                                              |
| Четвертий Пул Номінацій «Музичне Ком'юніті»       | «DreamTeam» (Найкраща менеджмент-колаборація)                         | Єгор Кір'янов і The Hardkiss                                                                                      |
| Четвертий Пул Номінацій «Музичне Ком'юніті»       | «DreamTeam» (Найкраща менеджмент-колаборація)                         | ★ Ріна Волосюк і Артем Пивоваров                                                                                  |
| Четвертий Пул Номінацій «Музичне Ком'юніті»       | «DreamTeam» (Найкраща менеджмент-колаборація)                         | Павло Орлов і Тіна Кароль — (Вибір читачів MUZVAR)                                                                |
| Четвертий Пул Номінацій «Музичне Ком'юніті»       | FAN PLACE(Найактивніший фан-клуб)                                     | |
| Четвертий Пул Номінацій «Музичне Ком'юніті»       | Тіна Кароль (ФанТіна, ДанТіна, Хардколь та інші)                      | |

### 2023
26 вересня 2023 року в київському МЦКМ «Жовтневий палац» відбулася друга музична премія для молодих виконавців MUZVAR AWARDS від однойменного порталу «МУЗВАР». За словами організаторів, 12 номінацій премії та критерії відбору до них лишилися незмінними. Проте додалися 2 нові та змінився часовий період, протягом якого відбирали претендентів на перемогу. Переможці усіх номінацій отримали до статуетки пам'ятну брошку у вигляді візуального символу премії.
Переможцями премії, що отримали статуетки та позолочену брошку авторства Володимира Цісарика, стали::
- New Breath | Найкращі нові імена поп-музики  – YAKTAK
- New Wave | Найкращі нові імена рок-музики — «Хейтспіч»
- New Connect | Найкращі нові імена альтернативної музики — Ziferblat
- New View | Найкращі нові імена естради — SKYLERR
- Soundproducer | Найкращий саунд — Євген Філатов | ONUKA — PEREMOHA
- Songwriter | Найкращий автор — Іван Клименко | MamaRika & Kola — Люди
- VideoCreator | Найкращий автор відеоконтенту — Інді Хаіт | DOROFEEVA — вотсап
- Public Service | Музичний діджитал-спадок — Альбом «QIRIM» | Джамала
- Not cheap hype | Музична журналістика — Макс Нагорняк | Проєкт Bezodnya Music
- Make some noise | Найрезонансніші події загальнонаціонального рівня (на території України) — Мультфільм «Мавка. Лісова пісня» | Film.ua
- DreamTeam | Найкраща менеджмент-колаборація — Pomitni
- Come together | Найкраща творча співпраця — SHUMEI x Злата Огнєвіч — Буревіями
- Re-singing | Найкращий переспів українською — Quest Pistols — Ти Неймовірна
- FanPlace | Найактивніший фан-клуб — Måneskin Україна та Schmalgauzen

Спеціальні призи від партнера події ТРЦ GULLIVER (ротація релізу на фасадних екранах центру) отримали MAYOROVA, Schmalgauzen, Після Дощу та «Спів Братів».

### 2024
2 грудня 2024 року у Національному палаці мистецтв «Україна» пройшла третя незалежна музична премія Muzvar Awards 2024. Організатори назвали імена переможців у 15 номінацій та були вручені п'ять спеціальних спецнагород для представників креативної індустрії. Особливістю цієї премії стало те, що в рамках події відбувся благодійний зірковий хідник.

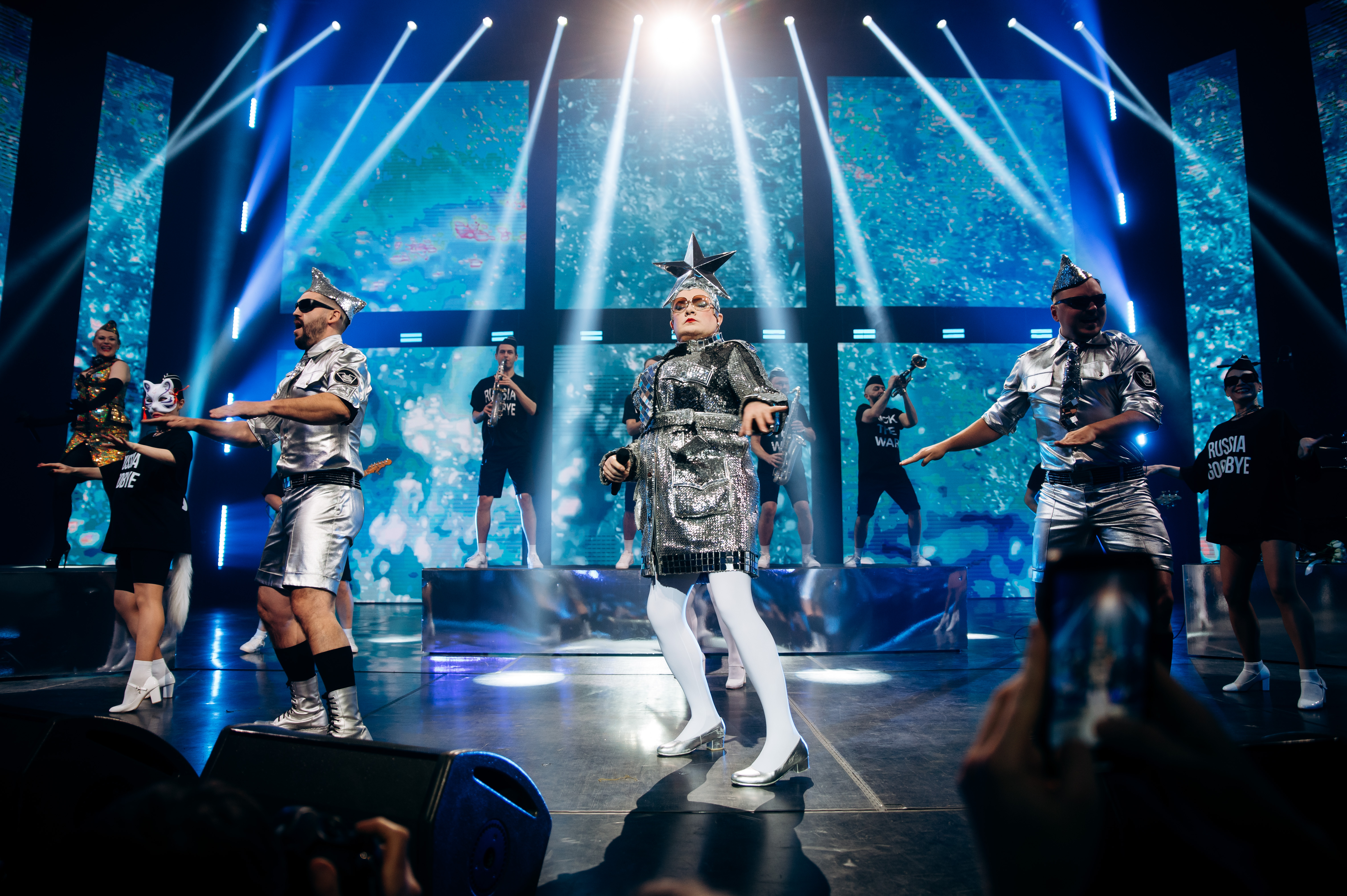
VERKA SERDUCHKA на премії MUZVAR AWARDS 2024.

Першою точкою хідника стала цитата «Я тут, щоб…». Кожний з присутніх обирав тезу, яка відгукувалася його внутрішнім переконанням. Тому популярні артисти та музиканти ще раз закликали донатити, підтримувати українську культуру та не забувати, що в країні триває повномасштабна війна.
| Пул номінацій                                 | Номінація                                                                                   | Номінанти                                                                                      |
| --------------------------------------------- | ------------------------------------------------------------------------------------------- | ---------------------------------------------------------------------------------------------- |
| Перший Пул Номінацій «Нова Українська Музика» | «New Breath» (Найкращі нові імена поп-музики)                                               | Klavdia Petrivna                                                                               |
| Перший Пул Номінацій «Нова Українська Музика» | «New Breath» (Найкращі нові імена поп-музики)                                               | Domiy                                                                                          |
| Перший Пул Номінацій «Нова Українська Музика» | «New Breath» (Найкращі нові імена поп-музики)                                               | Brykulets                                                                                      |
| Перший Пул Номінацій «Нова Українська Музика» | «New Breath» (Найкращі нові імена поп-музики)                                               | Osty                                                                                           |
| Перший Пул Номінацій «Нова Українська Музика» | «New Breath» (Найкращі нові імена поп-музики)                                               | Victoria Niro                                                                                  |
| Перший Пул Номінацій «Нова Українська Музика» | «New Wave» (Найкращі нові імена рок-музики)                                                 | SUDNO                                                                                          |
| Перший Пул Номінацій «Нова Українська Музика» | «New Wave» (Найкращі нові імена рок-музики)                                                 | «ДК Енергетик»                                                                                 |
| Перший Пул Номінацій «Нова Українська Музика» | «New Wave» (Найкращі нові імена рок-музики)                                                 | «Скажи щось погане»                                                                            |
| Перший Пул Номінацій «Нова Українська Музика» | «New Wave» (Найкращі нові імена рок-музики)                                                 | e-ho                                                                                           |
| Перший Пул Номінацій «Нова Українська Музика» | «New Wave» (Найкращі нові імена рок-музики)                                                 | «твій зайчик пише»                                                                             |
| Перший Пул Номінацій «Нова Українська Музика» | «New Connect» (Найкращі нові імена альтернативної музики)                                   | Кажанна                                                                                        |
| Перший Пул Номінацій «Нова Українська Музика» | «New Connect» (Найкращі нові імена альтернативної музики)                                   | Kler                                                                                           |
| Перший Пул Номінацій «Нова Українська Музика» | «New Connect» (Найкращі нові імена альтернативної музики)                                   | Phil it                                                                                        |
| Перший Пул Номінацій «Нова Українська Музика» | «New Connect» (Найкращі нові імена альтернативної музики)                                   | Balsam                                                                                         |
| Перший Пул Номінацій «Нова Українська Музика» | «New Connect» (Найкращі нові імена альтернативної музики)                                   | «Околиця»                                                                                      |
| Перший Пул Номінацій «Нова Українська Музика» | «New View» (Найкращі нові імена естради)                                                    | Геля Зозуля                                                                                    |
| Перший Пул Номінацій «Нова Українська Музика» | «New View» (Найкращі нові імена естради)                                                    | Андрій Кравченко                                                                               |
| Перший Пул Номінацій «Нова Українська Музика» | «New View» (Найкращі нові імена естради)                                                    | Volkanov                                                                                       |
| Перший Пул Номінацій «Нова Українська Музика» | «New View» (Найкращі нові імена естради)                                                    | Іван Люленов                                                                                   |
| Перший Пул Номінацій «Нова Українська Музика» | «New View» (Найкращі нові імена естради)                                                    | Tom Soda                                                                                       |
| Другий Пул Номінацій «Автори контенту»        | «Songwriter» (Найкращий автор)                                                              | Михайло Стасула («Мюслі UA» ft. Misha Scorpion — «За териконами»)                              |
| Другий Пул Номінацій «Автори контенту»        | «Songwriter» (Найкращий автор)                                                              | Людмила Бєлоусова (Лілу45 — «Спробуй купи мене»)                                               |
| Другий Пул Номінацій «Автори контенту»        | «Songwriter» (Найкращий автор)                                                              | Альона Савраненко, Яна Шемаєва, Іван Клименко (alyona alyona & Jerry Heil — «Teresa & Maria»)  |
| Другий Пул Номінацій «Автори контенту»        | «Songwriter» (Найкращий автор)                                                              | Олена Герасим'юк (Крихітка ft. хейтспіч — «Під весняним дощем»)                                |
| Другий Пул Номінацій «Автори контенту»        | «Songwriter» (Найкращий автор)                                                              | Катерина Медвєдєва, Ярослав Карпук \| (YAKTAK — «Нижча зростом»)                               |
| Другий Пул Номінацій «Автори контенту»        | «Soundproducer» (Найкращий саунд)                                                           | Антон Чілібі (alyona alyona & Jerry Heil — «Teresa & Maria»)                                   |
| Другий Пул Номінацій «Автори контенту»        | «Soundproducer» (Найкращий саунд)                                                           | Стас Чорний (Джамала — Люблю)                                                                  |
| Другий Пул Номінацій «Автори контенту»        | «Soundproducer» (Найкращий саунд)                                                           | Андрій Гуцуляк \| (Tvorchi — Shine)                                                            |
| Другий Пул Номінацій «Автори контенту»        | «Soundproducer» (Найкращий саунд)                                                           | Love And Rhythm Production (Monatik — «А що?»)                                                 |
| Другий Пул Номінацій «Автори контенту»        | «Soundproducer» (Найкращий саунд)                                                           | Антон Кукрі (Mélovin — «Dreamer»)                                                              |
| Другий Пул Номінацій «Автори контенту»        | «VideoCreator» (Найкращий автор відеоконтенту)                                              | Леонід Колосовський, Олександр Багазій (Dorofeeva feat. Lebiga — «А я все плакала»)            |
| Другий Пул Номінацій «Автори контенту»        | «VideoCreator» (Найкращий автор відеоконтенту)                                              | Олександр Гірченко (Kola — «Salut papa»)                                                       |
| Другий Пул Номінацій «Автори контенту»        | «VideoCreator» (Найкращий автор відеоконтенту)                                              | Таню Муіньо (Monatik— — «А що?»)                                                               |
| Другий Пул Номінацій «Автори контенту»        | «VideoCreator» (Найкращий автор відеоконтенту)                                              | Інді Хайт (Latexfauna — «Masandra»)                                                            |
| Другий Пул Номінацій «Автори контенту»        | «VideoCreator» (Найкращий автор відеоконтенту)                                              | Арсеній Перов (Артем Пивоваров та Klavdia Petrivna — Барабан)                                  |
| Третій Пул Номінацій «Резонанс та критика»    | «Come together» (Найкраща творча співпраця)                                                 | Артем Пивоваров та Klavdia Petrivna — «Барабан»                                                |
| Третій Пул Номінацій «Резонанс та критика»    | «Come together» (Найкраща творча співпраця)                                                 | Dorofeeva feat. Lebiga — «А я все плакала»                                                     |
| Третій Пул Номінацій «Резонанс та критика»    | «Come together» (Найкраща творча співпраця)                                                 | alyona alyona & Jerry Heil — «Teresa & Maria»                                                  |
| Третій Пул Номінацій «Резонанс та критика»    | «Come together» (Найкраща творча співпраця)                                                 | Chico & Qatoshi, 100лиця — «Покохай мене»                                                      |
| Третій Пул Номінацій «Резонанс та критика»    | «Come together» (Найкраща творча співпраця)                                                 | Skylerr та Нікіта Кісельов — «Ліфт»                                                            |
| Третій Пул Номінацій «Резонанс та критика»    | «Make some noise» (Найрезонансніші події загальнонаціонального рівня (на території України) | Благодійний стрім (Lebiga, Dorofeeva)                                                          |
| Третій Пул Номінацій «Резонанс та критика»    | «Make some noise» (Найрезонансніші події загальнонаціонального рівня (на території України) | Фінал Нацвідбору на пісенний конкурс «Євробачення 2024» (1+1 Production)                       |
| Третій Пул Номінацій «Резонанс та критика»    | «Make some noise» (Найрезонансніші події загальнонаціонального рівня (на території України) | Концерти «Вірність. Стійкість. Гідність» (Артем Пивоваров)                                     |
| Третій Пул Номінацій «Резонанс та критика»    | «Make some noise» (Найрезонансніші події загальнонаціонального рівня (на території України) | Збірка саундтреків до фільму «Я, Побєда і Берлін» (Kuzma Skryabin/UPHub)                       |
| Третій Пул Номінацій «Резонанс та критика»    | «Make some noise» (Найрезонансніші події загальнонаціонального рівня (на території України) | Поява гурту BADstreet Boys (Володимир Дантес, Василь Байдак, Антон Тимошенко, Кедр, Олег Свищ) |
| Третій Пул Номінацій «Резонанс та критика»    | «Not cheap hype» (Музична журналістика)                                                     | Наталія Тур                                                                                    |
| Третій Пул Номінацій «Резонанс та критика»    | «Not cheap hype» (Музична журналістика)                                                     | Юлія Ткачук                                                                                    |
| Третій Пул Номінацій «Резонанс та критика»    | «Not cheap hype» (Музична журналістика)                                                     | Альберт Цукренко                                                                               |
| Третій Пул Номінацій «Резонанс та критика»    | «Not cheap hype» (Музична журналістика)                                                     | Філ Пухарєв                                                                                    |
| Третій Пул Номінацій «Резонанс та критика»    | «Not cheap hype» (Музична журналістика)                                                     | Нателла Кірс                                                                                   |
| Третій Пул Номінацій «Резонанс та критика»    | «Public Service» (Музичний діджитал-спадок)                                                 | Альбом «Ти [Романтика]» (МУР)                                                                  |
| Третій Пул Номінацій «Резонанс та критика»    | «Public Service» (Музичний діджитал-спадок)                                                 | Виступ України на пісенному конкурсі «Євробачення 2024» (Суспільне, Таню Муіньо)               |
| Третій Пул Номінацій «Резонанс та критика»    | «Public Service» (Музичний діджитал-спадок)                                                 | YouTube-проєкт «Дім Звукозапису» (Тіна Кароль)                                                 |
| Третій Пул Номінацій «Резонанс та критика»    | «Public Service» (Музичний діджитал-спадок)                                                 | YouTube-проєкт «Як звучить Україна» (Наталія Синельникова, Євген Синельников, Євген Філатов)   |
| Третій Пул Номінацій «Резонанс та критика»    | «Public Service» (Музичний діджитал-спадок)                                                 | YouTube-проєкт «Мультитрек» (Влад Булава, Євген Тріплов)                                       |
| Четвертий Пул Номінацій «Музичне Ком'юніті»   | «DreamTeam» (Найкраща менеджмент-колаборація)                                               | Pivovarov team                                                                                 |
| Четвертий Пул Номінацій «Музичне Ком'юніті»   | «DreamTeam» (Найкраща менеджмент-колаборація)                                               | Pomitni                                                                                        |
| Четвертий Пул Номінацій «Музичне Ком'юніті»   | «DreamTeam» (Найкраща менеджмент-колаборація)                                               | Enko                                                                                           |
| Четвертий Пул Номінацій «Музичне Ком'юніті»   | «DreamTeam» (Найкраща менеджмент-колаборація)                                               | Nebo Music                                                                                     |
| Четвертий Пул Номінацій «Музичне Ком'юніті»   | «DreamTeam» (Найкраща менеджмент-колаборація)                                               | Name PR                                                                                        |
| Четвертий Пул Номінацій «Музичне Ком'юніті»   | «Re-singing» (Найкращий переспів)                                                           | FIЇNKA та Іван Попович — «Гуцулянка»                                                           |
| Четвертий Пул Номінацій «Музичне Ком'юніті»   | «Re-singing» (Найкращий переспів)                                                           | OKS — «Ніченька»                                                                               |
| Четвертий Пул Номінацій «Музичне Ком'юніті»   | «Re-singing» (Найкращий переспів)                                                           | Христина Соловій та Мертвий півень — «Гобелен»                                                 |
| Четвертий Пул Номінацій «Музичне Ком'юніті»   | «Re-singing» (Найкращий переспів)                                                           | ONUKA — «День і ніч»                                                                           |
| Четвертий Пул Номінацій «Музичне Ком'юніті»   | «Re-singing» (Найкращий переспів)                                                           | Макс Барських — «Подруга-Ніч»                                                                  |
| Четвертий Пул Номінацій «Музичне Ком'юніті»   | «FanPlace» (Найактивніший фан-клуб)                                                         | Dorofeeva                                                                                      |
| Четвертий Пул Номінацій «Музичне Ком'юніті»   | «FanPlace» (Найактивніший фан-клуб)                                                         | Mélovin                                                                                        |
| Четвертий Пул Номінацій «Музичне Ком'юніті»   | «FanPlace» (Найактивніший фан-клуб)                                                         | YAKTAK                                                                                         |
| Четвертий Пул Номінацій «Музичне Ком'юніті»   | «FanPlace» (Найактивніший фан-клуб)                                                         | Артем Пивоваров                                                                                |
| Четвертий Пул Номінацій «Музичне Ком'юніті»   | «FanPlace» (Найактивніший фан-клуб)                                                         | Сергій Лазановський                                                                            |
| Четвертий Пул Номінацій «Музичне Ком'юніті»   | «Move to Reality» (Найкраща нова пісня*)                                                    | Krylata — «Каміння у кросах»                                                                   |
| Четвертий Пул Номінацій «Музичне Ком'юніті»   | «Move to Reality» (Найкраща нова пісня*)                                                    | The Armo feat. Робаний Йот — «Струйовий DJ»                                                    |
| Четвертий Пул Номінацій «Музичне Ком'юніті»   | «Move to Reality» (Найкраща нова пісня*)                                                    | MariSem — «Крадіжка»                                                                           |
| Четвертий Пул Номінацій «Музичне Ком'юніті»   | «Move to Reality» (Найкраща нова пісня*)                                                    | Valerovska — «in vino veritas»                                                                 |
| Четвертий Пул Номінацій «Музичне Ком'юніті»   | «Move to Reality» (Найкраща нова пісня*)                                                    | Yarima — «Не довіряй»                                                                          |

За внесок в креативну та музичну індустрію спеціальні відзнаки від премії Muzvar Awards 2024 отримало тріо «Золоті ключі»; музичний критик та журналіст Ігор Панасов та суперзірка Вєрка Сердючка.